# San Miguel County (New Mexico)
San Miguel County ist ein County im Bundesstaat New Mexico der Vereinigten Staaten. Hier leben 29.393 Menschen. Der Sitz der Countyverwaltung (County Seat) befindet sich in Las Vegas.

## Geographie
Das County liegt im mittleren Nordosten von New Mexico und hat eine Fläche von 12.265 Quadratkilometern, davon sind 48 Quadratkilometer (0,39 Prozent) Wasserflächen. Das County grenzt in New Mexico im Uhrzeigersinn an die Countys: Mora County, Harding County, Quay County, Guadalupe County, Torrance County und Santa Fe County.

## Geschichte
Im County liegt ein National Historical Park, der Pecos National Historical Park. 106 Bauwerke und Stätten des Countys sind insgesamt im National Register of Historic Places eingetragen (Stand 16. Februar 2018).

## Demografische Daten

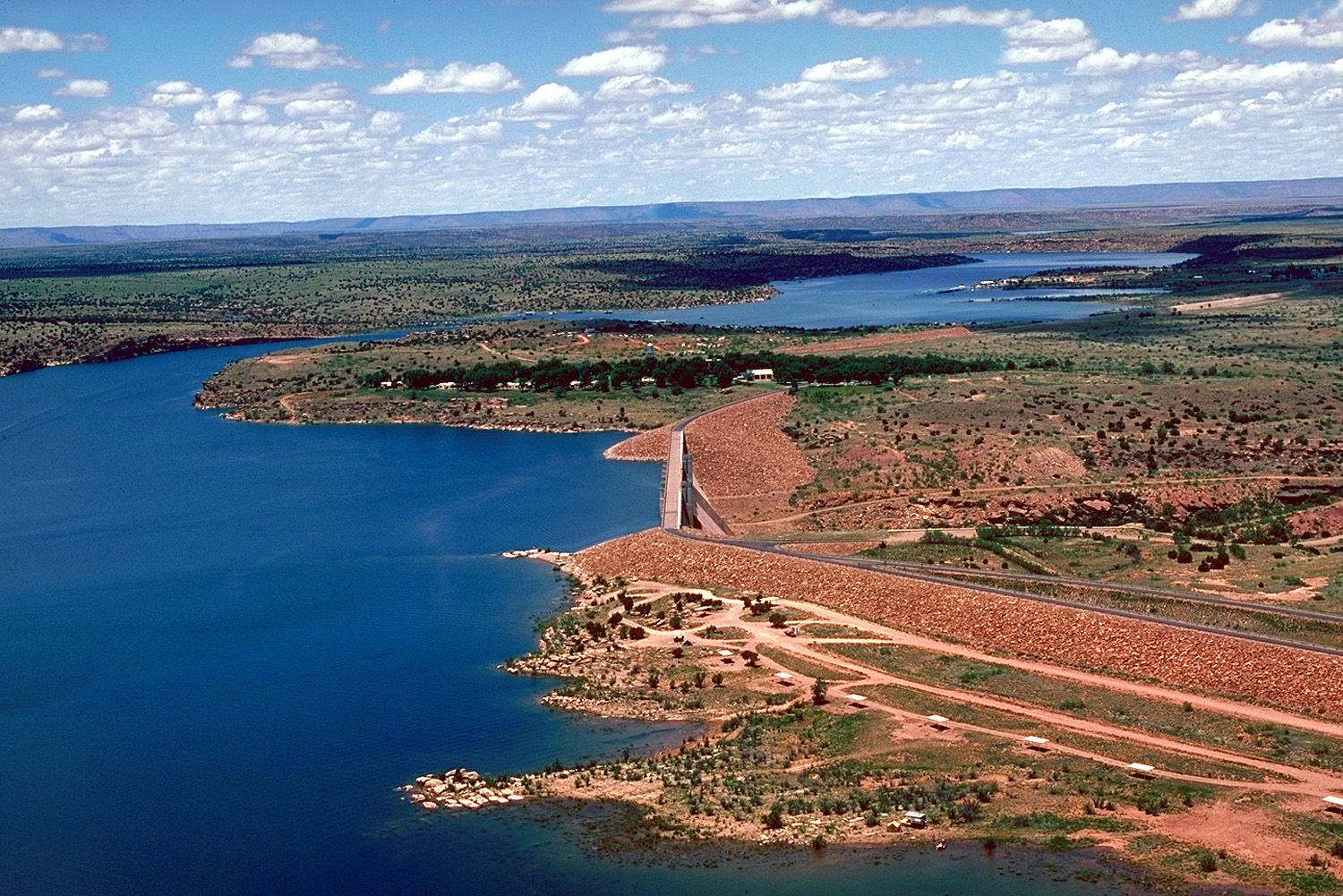
Der Conchas Damm mit dem Conchas Lake, gelistet als Conchas Dam Historic District im NRHP Nr. 05000454

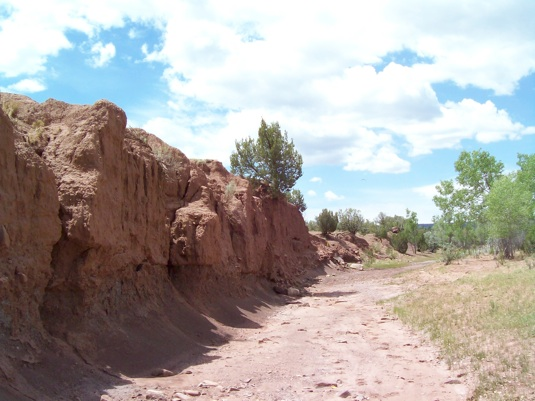
San Miguel Arroyo

Nach der Volkszählung im Jahr 2000 lebten im County 113.801 Menschen. Es gab 37.711 Haushalte und 28.924 Familien. Die Bevölkerungsdichte betrug 8 Einwohner pro Quadratkilometer. Ethnisch betrachtet setzte sich die Bevölkerung zusammen aus 52,83 % Weißen, 0,44 % Afroamerikanern, 36,88 % amerikanischen Ureinwohnern, 0,27 % Asiaten, 0,05 % Bewohnern aus dem pazifischen Inselraum und 6,77 % aus anderen ethnischen Gruppen; 2,78 % stammten von zwei oder mehr ethnischen Gruppen ab. 14,99 % der Bevölkerung waren spanischer oder lateinamerikanischer Abstammung.
Von den 37.711 Haushalten hatten 42,00 % Kinder und Jugendliche unter 18 Jahre, die bei ihnen lebten. 55,70 % waren verheiratete, zusammenlebende Paare, 14,70 % waren allein erziehende Mütter. 23,30 % waren keine Familien. 19,30 % waren Singlehaushalte und in 6,40 % lebten Menschen im Alter von 65 Jahren oder darüber. Die Durchschnittshaushaltsgröße betrug 2,99 und die durchschnittliche Familiengröße lag bei 3,43 Personen.
Auf das gesamte County bezogen setzte sich die Bevölkerung zusammen aus 32,60 % Einwohnern unter 18 Jahren, 10,00 % zwischen 18 und 24 Jahren, 28,10 % zwischen 25 und 44 Jahren, 20,20 % zwischen 45 und 64 Jahren und 9,10 % waren 65 Jahre alt oder darüber. Das Durchschnittsalter betrug 31 Jahre. Auf 100 weibliche Personen kamen 98,30 männliche Personen, auf 100 Frauen im Alter ab 18 Jahren kamen statistisch 94,70 Männer.

Das jährliche Durchschnittseinkommen eines Haushalts betrug 33.762 USD, das Durchschnittseinkommen der Familien betrug 37.382 USD. Männer hatten ein Durchschnittseinkommen von 35.066 USD, Frauen 21.299 USD. Das Prokopfeinkommen betrug 14.282 USD. 21,50 % der Bevölkerung und 18,00 % der Familien lebten unterhalb der Armutsgrenze. 26,60 % davon waren unter 18 Jahre und 18,20 % waren 65 Jahre oder älter.

## Orte im San Miguel County
Im San Miguel County liegen drei Gemeinden, davon eine City und zwei Villages. Zu Statistikzwecken führt das U.S. Census Bureau 12 Census-designated places, die dem County unterstellt sind und keine Selbstverwaltung besitzen. Diese sind wie die Unincorporated Communities gemeindefreies Gebiet.
| City - Las Vegas | Villages - El Cerrito - Pecos |

Census-designated places (CDP)
| - Conchas Dam - East Pecos - North San Ysidro - Pueblo | - Ribera - Rowe - San Jose - Sena | - Soham - Tecolote - Tecolotito - Villanueva |

andere Unincorporated Communities
| - Bernal - Canoncito - Garita - Holy Ghost - Ilfeld | - Montezuma - Rociada - Sapello - Serafina - South San Ysidro | - Tererro - Trementina - Valles de San Geronimo |

Ghost Towns
- Las Ruedas